# Friedland (Nedersaksen)
Friedland is een gemeente in de Duitse deelstaat Nedersaksen. De gemeente ligt in de Landkreis Göttingen.

## Doorgangskamp
Friedland is in Duitsland een bekende naam. Hier werd op 20 september 1945 door de Britse bezetter een doorgangskamp ingericht op een terrein van de Universiteit van Göttingen. Friedland lag gunstig, op de grens van de Britse, de Amerikaanse en de Sovjet-bezettingszone. In het begin werden hier voornamelijk Duitsers opgevangen uit de voormalige gebieden van het Duitse Rijk in het oosten. Tot 1955 kwamen hier ook de Duitse krijgsgevangenen uit de Sovjet-Unie aan. In de jaren tachtig kwamen hier vluchtelingen uit de DDR aan.

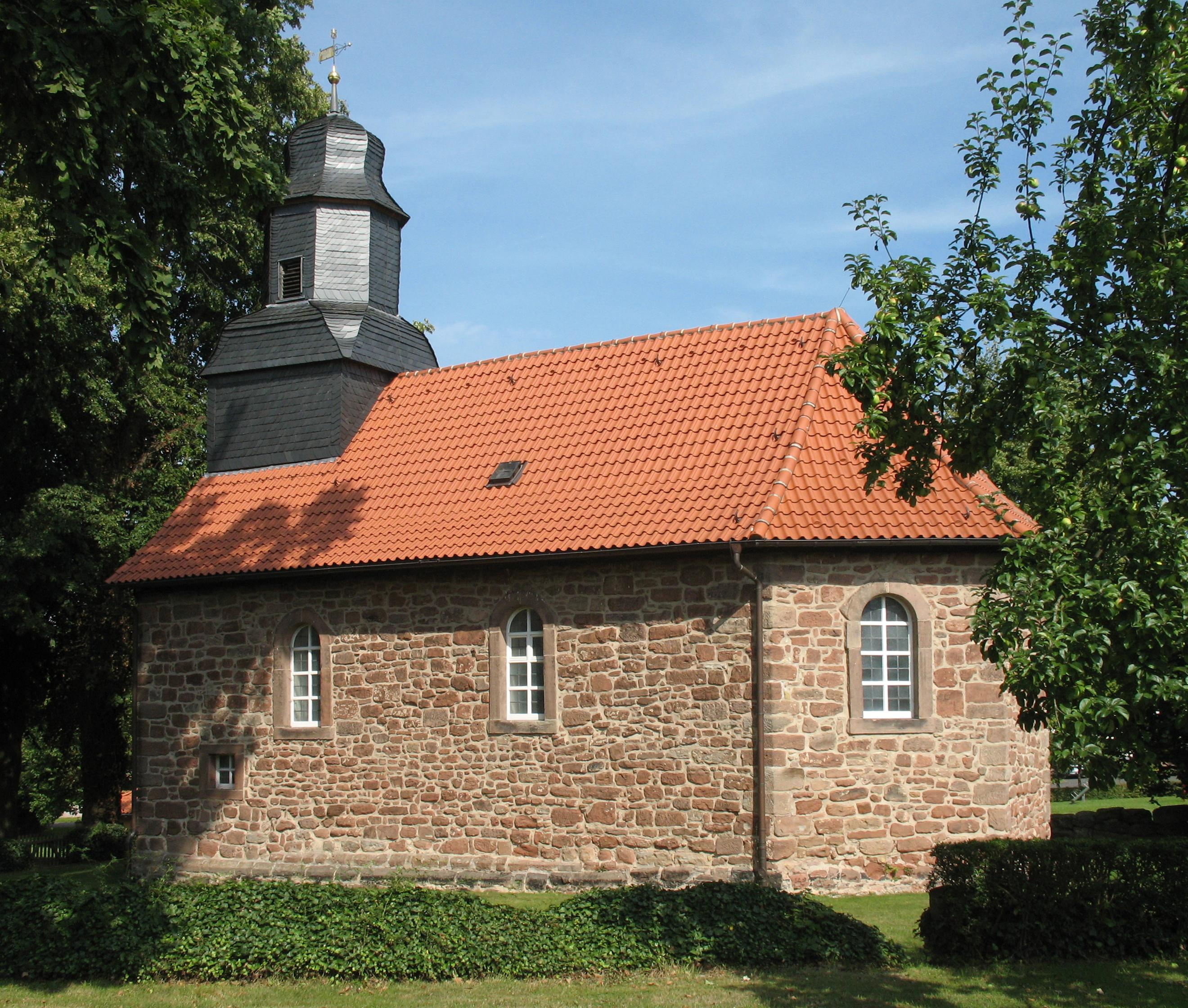
Kerk in Lichtenhagen

## Indeling
De gemeente bestaat uit 14 plaatsen:
| - Ballenhausen - Deiderode - Elkershausen - Friedland - Groß Schneen | - Klein Schneen - Lichtenhagen - Ludolfshausen - Mollenfelde - Niedergandern | - Niedernjesa - Reckershausen - Reiffenhausen - Stockhausen |

1. ↑  (de)  Landesamt für Statistik Niedersachsen, LSN-Online Regionaldatenbank, Tabelle A100001G: Fortschreibung des Bevölkerungsstandes, Stand 31. Dezember 2020

- Gemeinsame Normdatei: 4018542-4
- Library of Congress Control Number: n97006000
- MusicBrainz: 049095b2-e1f9-4206-8ff2-09afaa7d8720
- Nationale Bibliotheek van Tsjechië: ge960646
- Nationale Bibliotheek van Israël: 987007537968405171
- Virtual International Authority File: 149095420

Adelebsen · 
Bad Grund · 
Bad Lauterberg im Harz · 
Bad Sachsa · 
Bilshausen · 
Bodensee · 
Bovenden · 
Bühren · 
Dransfeld · 
Duderstadt · 
Ebergötzen · 
Elbingerode · 
Friedland · 
Gieboldehausen · 
Gleichen · 
Göttingen · 
Hann. Münden · 
Harz (gemeentevrij gebied, Landkreis Göttingen) ·
Hattorf am Harz · 
Herzberg am Harz · 
Hörden am Harz · 
Jühnde · 
Krebeck · 
Landolfshausen · 
Niemetal · 
Obernfeld · 
Osterode am Harz · 
Rhumspringe · 
Rollshausen · 
Rosdorf · 
Rüdershausen · 
Scheden · 
Seeburg · 
Seulingen · 
Staufenberg · 
Waake · 
Walkenried · 
Wollbrandshausen · 
Wollershausen · 
Wulften am Harz